# Fall Markus R.
Der Fall Markus R. bezeichnet den Verratsfall eines Beamten des Bundesnachrichtendienstes (BND) in Pullach als Quelle der US-amerikanischen Geheimdienste. Am 17. März 2016 verurteilte das Oberlandesgericht München Markus R. unter anderem wegen Landesverrates zu acht Jahren Freiheitsstrafe. Eine Besonderheit des Falles war die Quellenführung eines US-Dienstes im BND lange nach dessen Gründung.

## Beruflicher Werdegang
Markus R. arbeitete ab Anfang Dezember 2007 beim BND, ab Mai 2008 in der Abteilung „Einsatzgebiete Auslandsbeziehungen“ (EA). Befasst war er mit der Verwaltung ein- und ausgehender Post sowie der Registratur von Verschlusssachen. Am 2. Juli 2014 wurde er im Rahmen von Durchsuchungsmaßnahmen durch das Bundeskriminalamt (BKA) vorläufig festgenommen. Am Folgetag wurde der Beschuldigte dem Ermittlungsrichter des Bundesgerichtshofs in Karlsruhe vorgeführt, der auf Antrag des Generalbundesanwalts einen Haftbefehl wegen des dringenden Verdachts der geheimdienstlichen Agententätigkeit (§ 99 StGB) erließ und den Vollzug der Untersuchungshaft anordnete. Mit den weiteren polizeilichen Ermittlungen hatte der Generalbundesanwalt das BKA beauftragt.

## Informationsweitergabe
Anfang 2008 kam Markus R. mit der Central Intelligence Agency (CIA) in Kontakt und erklärte sich zu einer nachrichtendienstlichen Zusammenarbeit bereit. Er lieferte der CIA auf elektronischem Weg zahlreiche dienstliche Dokumente und interne Informationen, die unter anderem über die Aufklärungstätigkeit des BND sowie die personelle Zusammensetzung der Abteilung EA Aufschluss gaben. Dadurch hat Markus R., so der GBA, die Gefahr eines schweren Nachteils für die äußere Sicherheit der Bundesrepublik Deutschland verursacht. Als Gegenleistung für seinen Verrat erhielt Markus R. von der CIA einen Agentenlohn von mindestens 95.000 Euro.
Er soll der US-Botschaft eine Mail geschickt haben, woraufhin sich ein Nachrichtendienstmitarbeiter mit dem Decknamen Craig bei ihm gemeldet haben soll. Zum damaligen Zeitpunkt war Phil Murphy Botschafter in Berlin. Wie das Magazin Der Spiegel recherchierte, soll Markus R. jedoch nicht aus der Botschaft der Vereinigten Staaten in Berlin, sondern aus der US-Botschaft in Wien geführt worden sein. Für die CIA bedeutete es ein geringeres Entdeckungsrisiko, die sensible Quelle Markus R. aus dem nahe gelegenen Ausland zu führen.
Er soll seit 2008 insgesamt 218 Dokument-Sammlungen des BND, darunter 3.500 Klarnamen von deutschen Agenten, an sich gebracht und diese auf USB-Sticks bei konspirativen Treffen in Salzburg an die CIA verkauft haben.
Enttarnt wurde der BND-Mitarbeiter erst, als er am 28. Mai 2014 auch den Russen in einer E-Mail über sein Google-Mail-Konto seine Dienste anbot, sie sei der entscheidende Hinweis gewesen, der später zur Festnahme geführt habe. Die Mail wurde von der Spionageabwehr des Bundesamtes für Verfassungsschutz abgefangen. Markus R. hatte dem Generalkonsulat der Russischen Föderation in München drei mit dem Geheimhaltungsgrad „GEHEIM“ eingestufte BND-Dokumente in seine E-Mail angefügt, um die Empfänger von der Ernsthaftigkeit seines Angebots zu überzeugen. Bei der Durchsuchung der Wohnung von R. stellten die Ermittler neben einem USB-Stick mit entwendeten BND-Papieren einen Computer sicher, der nach ersten Erkenntnissen vom US-Geheimdienst so präpariert worden war, dass R. mit seinen Auftraggebern verschlüsselt kommunizieren konnte. Markus R. zufolge hatte er sogar zwei Jahre lang ein Notebook der CIA zur Arbeit beim BND eingeschleust und darüber Mails an seinen Verbindungsmann geschickt.
Dabei war nach Einschätzung der Mitglieder des Parlamentarischen Kontrollgremiums – entgegen ersten Annahmen – der NSA-Untersuchungsausschuss des Bundestags nicht das Ziel der Überwachung. Nur eine Akte der 218 beim mutmaßlichen BND-Spion gefundenen Dokumente beschäftige sich überhaupt mit dem NSA-Ausschuss. Darin habe BND-Präsident Gerhard Schindler eine Anweisung an seine Behörde gegeben, keine Akten mehr zu schreddern, weil der NSA-Ausschuss sie unter Umständen anfordern könnte. Insgesamt hätten die 218 Akten einen Umfang von fünf Aktenordnern.
Unklar ist, ob Markus R. davor oder währenddessen auch russischen Diensten die Weitergabe von Informationen angeboten hatte. Über einen Mitarbeiter des Verteidigungsministeriums, der fälschlicherweise der Spionage für die USA verdächtigt wurde, stellte das Bundesamt für Verfassungsschutz eine Routineanfrage beim BND. Es war diese Anfrage, die Markus R. an den russischen Generalkonsul in München weitergeleitet hatte. Das Bundesamt für Verfassungsschutz wollte wissen, ob der BND über Kenntnisse darüber verfügte, dass der Referent für die Russen spioniere. Zeitweilig stand der Mann, dessen Wohnung im Großraum Berlin und sein Büro im Berliner Bendlerblock am 9. Juli 2014 durchsucht worden waren, unter dem Verdacht, ebenfalls für die Amerikaner spioniert zu haben. Letztlich hat sich der Verdacht gegen den Mitarbeiter des Verteidigungsministeriums nicht erhärtet und das Verfahren wurde wegen des Mangels an Beweisen eingestellt.
Aus den Dokumenten von Markus R. geht hervor, dass der BND ein Telefonat der damaligen US-Außenministerin Hillary Clinton abgefangen hat, als sie in einer US-Regierungsmaschine ein Krisengebiet überflog. Dort überwachte der BND die Kommunikation. Deutsche Regierungskreise bestreiten allerdings, dass es eine systematische Spionage des BND gegen die USA gab. Vielmehr sei das Gespräch, das Clinton in ihrer Amtszeit aus einer US-Regierungsmaschine heraus geführt habe, nur zufällig aufgefangen worden. Allerdings wurde das Transkript des Telefonats nicht sofort vernichtet. Eine Reihe von BND-Mitarbeitern bekam es zu lesen. Erst danach sollte es vernichtet werden – und zwar ausgerechnet von Markus R., der das Transkript kopierte und an die CIA weitergab.
In den Dokumenten, die Markus R. an die CIA gegeben hat, befand sich auch das „Auftragsprofil der Bundesregierung“ für den BND. Darin sind auch alle die Länder aufgelistet, die der BND bearbeiten soll. Die USA finden sich nicht darunter, jedoch das NATO-Partnerland Türkei.

## Motive
Insbesondere aufgrund seiner eigenen Aussagen scheint es sich um die Geschichte eines Außenseiters zu handeln, der sich verführen ließ – ebenso aus Geltungssucht wie aus finanziellen Motiven. Von Kindheit an hatte Markus R. eine Sprachstörung, fand nie Freunde und nur mit Mühe einen Job. Den fand er beim BND, war dort aber sehr frustriert und fühlte sich unterfordert, weil man ihm seiner Meinung nach nichts zutraute. Die Männer vom CIA hingegen hätten ihn stark geredet, wichtig genommen und viel Geld bezahlt.

## Festnahme und Vorwürfe
Die Bundesanwaltschaft in Karlsruhe warf Markus R. vor, er habe auch den NSA-Untersuchungsausschuss im Auftrag eines US-Geheimdienstes ausspioniert. Er soll mehrfach von dem US-Geheimdienst befragt worden sein und mindestens einmal über die Aktivitäten des NSA-Untersuchungsausschusses in die USA berichtet haben. Markus R. hat sofort nach seiner Festnahme am 2. Juli 2014 und ohne anwaltlichen Beistand Angaben gemacht. Am 4. Juli 2014 wurde der damalige Botschafter der Vereinigten Staaten in Deutschland, John B. Emerson zu einem Gespräch ins Auswärtige Amt gebeten. Staatssekretär Stephan Steinlein forderte ihn auf, „an einer zügigen Aufklärung mitzuwirken“.
Auch zum neuen Spionagefall musste der US-Botschafter Emerson innerhalb weniger Tage zum Gespräch ins Auswärtige Amt. Bei diesem zweiten Mal bat er angeblich selbst um das Treffen.
Der Anwalt des Verdächtigen Markus R., Klaus Schroth, erklärte, sein Mandant machte nicht den Eindruck, die „Qualitäten und die Persönlichkeitsstruktur mitzubringen, die man mit einer Spionageaktivität gewöhnlich in Verbindung bringt“ und beantragte ein Gutachten über den Zustand seines Mandanten. Markus R. leidet an einer Behinderung aufgrund eines Impfschadens, den er im Alter von einem Jahr in der DDR erlitten hatte. Der damalige BND-Präsident Gerhard Schindler räumte ein, dass es dem Angeklagten viel zu leicht gemacht worden sei. Die Papiere hatte R. zum Teil im Büro kopiert und einfach nach Hause getragen.

## Reaktion
Bundeskanzlerin Angela Merkel demonstrierte Unverständnis: „Aus meiner Interessenssicht ist es nicht eine partnerschaftliche Zusammenarbeit, wenn so etwas vorkommt.“ Sie denke jedoch nicht, dass man den Amerikanern das Ausspähen austreiben könne – oder dass es einfach sei, die Arbeit der Nachrichtendienste völlig umzukrempeln. Gleichzeitig bekannte sich Merkel zu einer Zusammenarbeit mit den USA. Sie habe die Nachrichtendienste nicht angewiesen, die Kooperation mit den US-Kollegen zurückzufahren. Sie halte auch nichts davon, die Verhandlungen über das geplante Transatlantische Freihandelsabkommen (TTIP) auszusetzen.
Als die Kanzlerin ausgerechnet während eines Besuchs in der Volksrepublik China, einem der schärfsten Rivalen der USA, Kritik an der möglichen Rolle der USA äußerte, kam zunächst keine offizielle Reaktion auf die Spionageaffäre von US-Seite. Am 9. Juli 2014 wandte sich der CIA-Chef John O. Brennan persönlich ans Bundeskanzleramt. Es wurde berichtet, Brennan habe zur Schadensbegrenzung mit dem Koordinator der Nachrichtendienste des Bundes, Klaus-Dieter Fritsche, telefoniert. Über den Inhalt des Gesprächs hüllten sich beide Seiten in Schweigen. Brennan hatte zuvor ausgewählte Senatoren im Kongress in die Spionageaffäre eingeweiht. Zu den offenen Fragen zählt, wann das Weiße Haus in die Details eingeweiht wurde. Es wurde berichtet, der US-Präsident Barack Obama sei, wie auch Geheimdienstkoordinator James Clapper, nicht informiert gewesen.
Am 10. Juli 2014 gab die Bundesregierung in der Ausschusssitzung des NSA-Untersuchungsausschusses bekannt, dass der oberste Repräsentant des US-Geheimdienstes CIA in Deutschland aufgefordert werde auszureisen. Der Regierungssprecher Steffen Seibert erklärte, die Aufforderung zur Ausweisung „erging vor dem Hintergrund der laufenden Ermittlungen des Generalbundesanwaltes wie auch der seit Monaten anstehenden Fragen zur Tätigkeit von US-Nachrichtendiensten in Deutschland, zu denen der Deutsche Bundestag einen parlamentarischen Untersuchungsausschuss eingerichtet hat“ – zugleich hob er das deutsche Interesse an einer weiterhin engen Zusammenarbeit mit den USA hervor. Der Vorsitzende des Parlamentarischen Kontrollgremiums (PKGr) Clemens Binninger gab bekannt, die Aufforderung erfolge „als Reaktion auf die auf lange Zeit nicht erfolgte Zusammenarbeit im Bemühen um Aufklärung“, das damalige PKGr-Mitglied Burkhard Lischka (SPD) bezeichnete die Aufforderung als „richtige Reaktion“. Deutschland habe in den USA viele Fragen gestellt, „ohne irgendeine Antwort zu bekommen“. Auch die Oppositionsparteien Grüne und Linke begrüßten den Schritt der Bundesregierung.
Die Fraktion der Partei Die Linke forderte eine Aussetzung der Verhandlungen über das TTIP. Der damalige Unions-Obmann im NSA-Untersuchungsausschuss Roderich Kiesewetter forderte eine „erhebliche Aufstockung“ des BND-Etats, um die Gegenspionage künftig auf verbündete Staaten wie die USA ausweiten zu können.
Der frühere türkische Vizeregierungschef Ertuğrul Yalçınbayır forderte: „Wir brauchen jetzt ein No-Spy-Abkommen.“
Der BND verschärfte als Reaktion seine Eigensicherung, da Markus R. mühelos hunderte von Dokumenten hatte stehlen und aus dem BND herausschmuggeln können und nie beim Verlassen des Gebäudes kontrolliert worden war.
Der Generalbundesanwalt beim Bundesgerichtshof hatte am 11. August 2015 Anklage wegen Landesverrats und anderer Straftaten gegen den damals 32-Jährigen Markus R. vor dem Oberlandesgericht München erhoben.

## Prozess vor dem OLG München
Unter strengen Sicherheitsauflagen begann am 16. November 2015 der Prozess gegen Markus R. Markus R. legte ein umfassendes Geständnis ab, was beim späteren Urteil ebenso strafmildernd berücksichtigt wurde wie die Tatsache, dass er ohne Vorstrafen war. Für die Zumessung der Strafhöhe wurde ein Gutachten in Auftrag gegeben, das ermitteln sollte, welcher Schaden der Bundesrepublik durch die Weitergabe der Dokumente entstanden war. Am 17. März 2016 wurde Markus R. wegen Landesverrats und Verletzung von Dienstgeheimnissen zu 8 Jahren Haft verurteilt.